# Финик отклонённый
Финик отклонённый, или пальма отклонённая, или финик изогнутый (лат. Phoenix reclinata) — вид цветущих растений семейства Пальмовые, родом из тропиков Африки, Аравийского полуострова, Мадагаскара и Коморы. Также сообщается, что он натурализован во Флориде, Пуэрто-Рико, Бермудских островах и Подветренных островах. Растение произрастает на высотах до 3000 метров над уровнем моря, в дождевых лесах, муссонных лесах и скалистых склонах.

## Описание
Несколько стволов высотой от 7,5 до 15 метров и толщиной 30 см. Листья — перистые, изогнутые, достигающие от 2,5 до 4,5 метров в длину и 0,75 метров в ширину. Цвет листьев темно-зеленый, у черешка имеются длинные шипы.
Цветки однополые, расположены на верхушке. Мужские цветки, бледно-желтые и опадают после цветения; женские маленькие, шаровидные желто-зелёные. Плоды этого растения съедобны, продолговатые, оранжевого цвета, 2,5 см в диаметре. Плоды находятся в больших пучках и содержат по одному семени.
Пальмы рода Финик могут легко скрещиваться друг с другом. Они переносят соленую отпрыску и умеренную засуху, где уровень грунтовых вод постоянно высок.

## Использование
Волокна молодых, неоткрытых листьев можно использовать для изготовления ковров, килтов и веников. Корни содержат танин и могут быть использованы для получения коричневого красителя. Они также производят съедобную смолу. Древесина легкая, хозяйственного значения не имеет.